# 1610

## Събития
- 7 януари – Галилео Галилей открива четирите Галилееви спътници на Юпитер.
- 14 май – Френският крал Анри IV е убит от Франсоа Равайяк (Francois Ravaillac).
- 27 май – Равайяк е екзекутиран на Гревския площад.
- 2 август – Английският мореплавател Хенри Хъдсън достига до залива, известен като залив Хъдсън, като мисли, че е стигнал Тихия океан.
- 17 октомври – Коронован е френският крал Луи XIII.

## Родени
- Абраам Дюкен, френски морски офицер
- 13 януари – Мария Ана Австрийска († 1665 г.)
- 1 март – Джон Пел, английски математик († 1685 г.)
- 4 март – Уилям Добсън, английски портретист и живописец († 1646 г.)
- 1 април – Шарл дьо Сент-Евремон (Charles de Saint-Évremond), френски войник, писател, литературен критик († 1703 г.)
- 22 април – Папа Александър VIII († 1691 г.)
- 18 май – Стефано делла Белла, италиански офортист († 1664 г.)
- 14 юли – Фердинандо II дьо Медичи, Гранд дук на Тоскана(† 1670 г.)
- 9 декември – Балдасаре Фери (Baldassare Ferri), италиански певец, кастрат († 1680 г.)
- 10 декември – Адриан ван Остаде, холандски художник
- 15 декември – Давид Тение Младши, фламандски художник [† 1690 г.)
- 18 декември – Шарл дьо Фресн, сир дю Канж (Charles du Fresne, sieur du Cange), френски филолог и историк († 1688 г.)
- неизвестна дата
  - Жан дьо Лабади, френски мистик († 1674 г.)
  - Ли Ю, китайски драматург и романист († 1680 г.)
  - Пиер Миняр, френски живописец († 1695 г.)
  - Филип Шърман, основател на Род Айлънд († 1687)
  - Антонио де Солис и Рибаденейра, испански драматург и историк († 1686 г.)

## Починали
- 14 май – френският крал Анри IV (убит от Франсоа Раваяк) (р. 1553 г.)
- 19 май – Томас Санчес, испански теолог (р. 1550 г.)
- 27 май – Франсоа Раваяк, френски убиец
- юли – Ричард Нолс, английски историк (р. 1545 г.)
- 18 юли – Микеланджело да Караваджо, италиански художник (р. 1573 г.)
- 14 октомври – Амаго Йошиниса, японски самурай (р. 1540 г.)
- 2 ноември – Ричард Банкрофт, Архиепископ на Кентърбъри (р. 1544 г.)
- 17 ноември – Андоан дьо Бурбон (р. 1518 г.)
- 3 декември – Хонда Тадакацу, японски воин (р. 1548 г.)
- 11 декември – Лъжедмитрий II, претендент за руския престол
- 31 декември – Лудолф ван Цейлен (Ludolph van Ceulen), немски математик (р.1540 г.)
- неизвестна дата – Хасегава Тохаку (Hasegawa Tohaku), японски художник, дал началото на школата Хасегава в японското изобразително изкуство, (р. 1539 г.)